# Antaplaga alesaea
Antaplaga alesaea là một loài bướm đêm trong họ Noctuidae.